# Kristaldetector

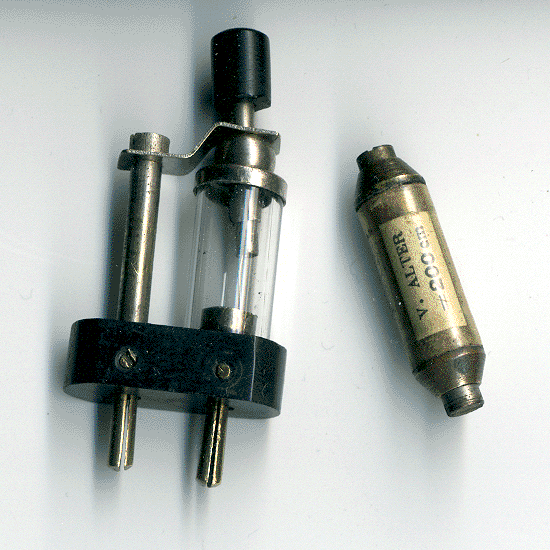
Kristaldetector en condensator (200 mm)

Een kristaldetector is een elektronische component die dienstdeed als detectiediode in een kristalontvanger, een primitieve radio-ontvanger in de begintijd van de radiotechniek.
De detector bestaat uit een stukje galeniet (loodglanskristal) en een voorziening om met de scherpe punt van een metaaldraadje, Eng.: cat's whisker (kattensnorhaar) genoemd, op een plek van het kristal te drukken. Een goede plek is gevonden als de detector een gelijkrichtingseffect vertoont en kan dienstdoen als diode. In een latere vorm spreekt men van een puntcontactdiode.
Kristaldetectoren zijn jarenlang gebruikt in kristalontvangers, overigens zonder dat men het achterliggende principe van de werking ervan begreep.